# Октав Мирбо
Окта̀в Мирбо̀ (на френски: Octave Mirbeau) (16 февруари 1848, Тревиер (Калвадос) – 16 февруари 1917, Париж) е влиятелен френски журналист, критик на изкуството, памфлетист, романист и драматург.
Автор е на дълга поредица романи – преди всичко „Дневникът на една камериерка“ – и разкази. Творчеството му се ползва c голяма популярност в Европа, като едновременно c това е единодушно прието от водещите литературни и артистични авангарди, което е рядко срещано явление за онази епоха.

## Интелектуалец
Мирбо не е бил никога забравен и не е преставал да публикува, ала огромното му творчество често е било лошо четено или сведено до три творби. Писателят е преминал дълъг път на неразбиране от страна на автори на учебници и историци на литературата. През последните 15 години творчеството му е преоткрито под друга светлина и оценен много по-добре приносът на Октав Мирбо на политическата, литературна и артистична сцена на Бел епок, както и в развитието на литературните жанрове.

## Цитат
| „                               | Портите на живота правят път на едно-единствено нещо, отварят се само пред дворците и градините на смъртта. И вселената ми изглежда като огромна, неумолима градина на мъченията. | “ |
| Градината на мъките Октав Мирбо | |   |

| „          | Мирбо не е бил никога забравен и не е преставал да ce публикува, ала често огромното му творчество е било лошо четено или сведено до три творби. Писателят е преминал дълъг път на неразбираемост от страна на автори на учебници и истории на литературата. За щастие, през последните петнадесет години, ние преоткриваме под друга светлина и оценяме много по-добре приноса на Октав Мирбо на политическата, литературна и артистична сцена на Бел Епок, както и в развитието на литературните жанрове. | “ |
| Пиер Мишел | |   |

### От Октав Мирбо
- Le Calvaire (Голгота) (1886).
- L'Abbé Jules (Абат Жул) (1888).
- Sébastien Roch (Себастиан Рок) (1890).
- Dans le ciel (B небето) (1892-1893).
- Les Mauvais bergers (Лошите овчари) (1897).
- Le Jardin des supplices (Градината на мъките) (1899).

- Le Journal d'une femme de chambre (1900) (Гнило общество, 1909-1921; Дневникът на една камериерка, 1909-1985-1992).
- Les 21 jours d'un neurasthénique (Пътешествието на неврастеника в банята) (1901).
- Les affaires sont les affaires (Интересите преди всичко) (1903).
- Farces et moralités (Фарсове и алегории) (1904).
- La 628-E8 (Автомобил 628-Е8) (1907).
- Le Foyer (Огнището, комедия) (1908).
- Dingo (Динго) (1913).
- Contes cruels (разкази) (1990).
- Un gentilhomme (1920).
- L'Affaire Dreyfus (Аферата Драйфус) (1991).
- Lettres de l'Inde (Писма от Индия) (1991)
- Combats esthétiques (Естетически битки) (1993).
- L'Amour de la femme vénale (1994) (Любовта на продажната жена, 1922-1996).
- Combats littéraires (Литературни битки) (2006).
- Correspondance générale (Кореспонденция) (2003-2005-2009).

### За Октав Мирбо
- ((fr)) Pierre Michel – Jean-François Nivet, Octave Mirbeau, l'imprécateur au cœur fidèle, Librairie Séguier, 1990.
- ((fr)) Pierre Michel (Пиер Мишел), Les Combats d'Octave Mirbeau, 1995.
- ((en)) Robert Ziegler, The Nothing Machine – The Fictions of Octave Mirbeau, Rodopi, 2007.
- ((fr)) Cahiers Octave Mirbeau, n° 1-21, 1994-2014.